# Городище (Сорокинський район)
Городи́ще (рос. Городище) — присілок у складі Сорокинського району Тюменської області, Росія.
Населення — 144 особи (2010, 155 у 2002).
Національний склад станом на 2002 рік:
- росіяни — 70 %